# Duffys Forest
Duffys Forest är en del av en befolkad plats i Australien. Den ligger i kommunen Warringah och delstaten New South Wales, i den sydöstra delen av landet, omkring 21 kilometer norr om delstatshuvudstaden Sydney.
Runt Duffys Forest är det mycket tätbefolkat, med 1 056 invånare per kvadratkilometer.. Närmaste större samhälle är Castle Hill, omkring 19 kilometer väster om Duffys Forest. 
I omgivningarna runt Duffys Forest växer i huvudsak städsegrön lövskog. Genomsnittlig årsnederbörd är 1 380 millimeter. Den regnigaste månaden är februari, med i genomsnitt 200 mm nederbörd, och den torraste är juli, med 36 mm nederbörd.